# ジオバネ・エウベル・ジ・ソウザ
ジオバネ・エウベル・ジ・ソウザ（Giovane Élber de Souza、1972年7月23日 - ）はブラジル出身の元サッカー選手。ポジションはフォワード。元ブラジル代表。

## 経歴
1990年にACミランと契約するも公式戦では全く出場機会は無く、グラスホッパー・クラブ・チューリッヒへレンタル移籍、1994-95シーズンからはVfBシュトゥットガルトでプレーして頭角を現すと、1997年にバイエルン・ミュンヘンに加入、2002-03シーズンまでプレー、リーグ優勝4回インターコンチネンタルカップ、チャンピオンズリーグなどのタイトルを獲得した。2001年のチャンピオンズリーグ準決勝のレアル・マドリード戦では2ゴールを挙げてチームを決勝に導き、決勝でも勝利し優勝を果たした。2002-2003シーズンにはトーマス・クリスチャンセンと並んで得点王を獲得した。バイエルンでは通算266試合140ゴール、ブンデスリーガ通算では256試合133ゴールの成績を残した。
クラブでは得点を量産したエウベルだが、ブラジル代表ではロナウドやロマーリオが君臨しており、定着できないまま15試合の出場にとどまった。
しかし、その後移籍したフランスのオリンピック・リヨンでは怪我のため、1シーズン強で30試合11得点にとどまった。

## 所属クラブ
- ロンドリーナEC 1989-1991
- グラスホッパー・チューリヒ 1991-1994
- VfBシュトゥットガルト 1994-1997
- バイエルン・ミュンヘン 1997-2003
- オリンピック・リヨン 2003-2005
- ボルシア・メンヒェングラットバッハ 2005
- クルゼイロEC 2006

## タイトル

### クラブ
- グラスホッパー・チューリヒ
  - スーパーリーグ：1993-1994
  - スイスカップ：1993-1994
- VfBシュトゥットガルト
  - DFBポカール：1997
- バイエルン・ミュンヘン
  - ブンデスリーガ：1998-1999, 1999-2000, 2000-2001, 2002-2003
  - DFBポカール：1998, 2000, 2003
  - UEFAチャンピオンズリーグ：2000-2001
  - インターコンチネンタルカップ：2001
- オリンピック・リヨン
  - リーグ・アン：2003-2004, 2004-2005
  - クープ・ドゥ・フランス：2003-2004
- クルゼイロEC
  - ミナス・ジェライス州選手権：2006

### 個人
- スイス・スーパーリーグ得点王：1993-1994
- ドイツ・ブンデスリーガ得点王：2002-2003

## 代表歴
- ブラジル代表（1998年-2001年、15試合7得点）